# Dismidila vivashae
Dismidila vivashae is een vlinder uit de familie van de grasmotten (Crambidae). De wetenschappelijke naam van de soort is voor het eerst gepubliceerd in 1933 door William Schaus.
De soort komt voor in Bolivia.